# Fritziana fissilis
Fritziana fissilis es una especie de anfibio anuro de la familia Hemiphractidae.

## Distribución geográfica
Esta especie es endémica de Brasil. Habita en los estados de Río de Janeiro, São Paulo, Río Grande do Sul y Espírito Santo entre los 500 y 1800 m s. n. m.

## Publicación original
- Miranda-Ribeiro, 1920 : As hylas coelonotas do Museu Paulista. Revista do Museu Paulista, vol. 12, p. 321-328[5]